# دریای یخ
دریای یخ (انگلیسی: The Sea of Ice) نقاشی رنگ روغن از نقاش رمانتیسم آلمانی، کاسپار داوید فریدریش است که میان سال‌های ۱۸۲۳–۱۸۲۴ تا خلق شد.